# Mcluskyism
Mcluskyisme — сборник британской рок-группы Mclusky из Кардиффа (Уэльс). Он был выпущен 21 марта 2006 года на лейбле Too Pure и стал последним релизом группы. Это сборник синглов и раритетов, выпущенный в двух форматах: однодисковый сингл и трёхдисковый. 18 апреля 2015 года он был выпущен в виде однодискового винилового издания, которое было ограничено 2000 экземплярами.

## Исторпия
Сборник представляет из себя лимитированный трёхдисковый бокс-сет, включающий в себя один диск (все А-сайды), пластинку Б-сайдов (с которыми у гитариста/вокалиста Энди Фалкоуса, судя по примечаниям, много проблем) и ещё одну С-сторону (концертные записи, демо, раритеты и прочее).

## Отзывы
| Оценки критиков | Оценки критиков               |
| Источник        | Оценка                        |
| --------------- | ----------------------------- |
| Allmusic        | Single disc version:          |
| Allmusic        | Limited Box set:              |
| Pitchfork Media | Single disc version: (8.4/10) |
| Pitchfork Media | Expanded edition (6.1/10)     |

Mcluskyism получил в целом положительные отзывы критиков.
Том Юрек из AllMusic написал, что «Из 12 треков, представленных здесь, нет ни одной песни, которую можно было бы отбросить. Это была группа, которая знала о Gang of Four, ранней инкарнации Fugazi, калифорнийских подростках, Big Black и многом другом — и веселилась со всеми ними, оставаясь абсолютно верной своему собственному, вызывающему столбняк видению. Здесь вы получаете кричащий, совершенно безумный гаражный панк и прекрасный рваный гаражный поп. Этот диск — дикий, разбросанный беспорядок; он создаёт славный грохот, в котором юмора не меньше, чем тепла, опасности и просто зацикленной мудрости. Возможно, Mclusky не будет воспринят многими, но те, кто слышал, поверили. Для них это прощание — горько-сладкое, как плевок в глаза».

## Список композиций
Disc One (также однодисковая версия)
Авторы всех песен: Andy Falkous, Jonathan Chapple и Matthew Harding, кроме указанных
1. «Joy»
2. «Rice Is Nice»
3. «Whoyouknow»
4. «Lightsabre Cocksucking Blues»
5. «To Hell With Good Intentions»
6. «Alan Is a Cowboy Killer»
7. «There Ain’t No Fool in Ferguson»
8. «1956 and All That»
9. «Undress for Success»
10. «That Man Will Not Hang» (Chapple/Egglestone/Falkous)
11. «She Will Only Bring You Happiness» (Chapple/Egglestone/Falkous)
12. «Without MSG I Am Nothing» (Chapple/Egglestone/Falkous)

- Треки 1 & 2 первоначально выпущенные на альбоме My Pain and Sadness is More Sad and Painful Than Yours.
- Треки 3-6 первоначально выпущенные на альбоме Mclusky Do Dallas.
- Треки 7 & 8 первоначально выпущенные как двусторонние a-side синглы There Ain’t No Fool in Ferguson/1956 and All That.
- Трек 9 первоначально выпущенный на сингле Undress for Success.
- Треки 10-12 первоначально выпущенные на альбоме The Difference Between Me and You Is That I'm Not on Fire.

Disc Two (би-сайды и раритеты)
1. «Rock vs. Single Parents»
2. «Why I Don’t Believe in You»
3. «Balbos Theme»
4. «Viva Minor Legends»
5. «Whiteliberalonwhiteliberalaction»
6. «Murphy Syndrome»
7. «Provincial Song»
8. «Here Comes Joe»
9. «Love Song for a Mexican» (second version)
10. «Rope!»
11. «No Covers»
12. «Beacon for Pissed Ships»
13. «The Habit That Kicks Itself»
14. «Exciting Whistle Ah» (demo)
15. «Random Celebrity Insult Generator» (SBN session)
16. «Hymn for New Cars»
17. «Join the Mevolution»
18. «The Salt Water Solution»
19. «The All Encompassing Positive»
20. «The London Whine Company» (Chapple/Egglestone/Falkous)
21. «The Gift of Slight» (Chapple/Egglestone/Falkous)
22. «Dave, Stop Killing Prostitutes» (Chapple/Egglestone/Falkous)

Disc Three (unreleased)
1. «Love Song for a Mexican»
2. «Colour March»
3. «Working From Home»
4. «Collagen Rock»
5. «The Difference Between Me and You Is That I’m Not on Fire»
6. «Reformed Arsonist Seeks Child Bride»
7. «Be Average to Each Other»
8. «Cradling»
9. «Bipolar Bears Take Seattle»
10. «KKKitchens, What Were You Thinking?» (Chapple/Egglestone/Falkous)
11. «Lost Consonants» (Chapple/Egglestone/Falkous)
12. «Comeuppance Come» (Chapple/Egglestone/Falkous)
13. «See Them Smell Them Sign Them» (Chapple/Egglestone/Falkous)
14. «Lightsabre Cocksucking Blues» (live at ULU)
15. «That Man Will Not Hang» (live at ULU) (Chapple/Egglestone/Falkous)
16. «1956 and All That» (live at ULU)
17. «Falco vs. the Young Canoeist» (live at ULU) (Chapple/Egglestone/Falkous)
18. «You Should Be Ashamed, Seamus» (live at ULU) (Chapple/Egglestone/Falkous)
19. «Gareth Brown Says» (live at ULU)
20. «Rice Is Nice» (live at ULU)
21. «Collagen Rock» (live at ULU)
22. «To Hell With Good Intentions» (live at ULU)